# Герб Австро-Венгрии
Импера́торско-Короле́вский герб (нем. Kaiserlich und königlich Wappen, венг. Császári és királyi címer) — наряду с флагом и гимном один из официальных символов государства Австро-Венгрия. Редкий случай государственного союзного герба (сдвоенного).

## Описание

### Основные гербы

#### Малый Императорско-Королевский герб (1867—1915)
Щит дважды рассечённый с родовым Императорско-королевским гербом; в первой золотой части герб графства Габсбург: червлёный вооружённый и коронованный лазурью лев; во второй червлёной части герб Эрцгерцогства Австрия: серебряный пояс; в третьей золотой части герб герцогства Лотарингия: червлёная перевязь, обременённая тремя летящими серебряными алерионами, положенными сообразно перевязи. Вокруг щита цепь Сиятельного ордена Золотого руна с его знаком; щит на груди чёрного двоеглавого орла с золотыми лапами и клювами и червлёными языками, коронованного двумя королевскими коронами, над которыми третья, императорская корона, с двумя развевающимися концами ленты[уточнить]. Императорский орёл держит серебряный меч с золотым эфесом и золотой же скипетр в правой лапе, и золотую державу в левой.

#### Средний Императорско-Королевский герб (1867—1915)
Щит дважды рассечённый с родовым Императорско-королевским гербом; в первой золотой части герб графства Габсбург: червлёный вооружённый и коронованный лазурью лев; во второй червлёной части герб Эрцгерцогства Австрия: серебряный пояс; в третьей золотой части герб герцогства Лотарингия: червлёная перевязь, обременённая тремя летящими серебряными алерионами, положенными сообразно перевязи. Вокруг щита цепи Ордена Железной короны, Императорского австрийского ордена Франца Иосифа, Австрийского ордена Леопольда, Королевского венгерского ордена Святого Стефана, Военного ордена Марии Терезии и Сиятельного ордена Золотого руна с их знаками. Щит на груди чёрного двоеглавого орла с золотыми лапами и клювами и червлёными языками, коронованного двумя королевскими коронами, над которыми третья, императорская корона, с двумя развевающимися концами ленты[уточнить]. Императорский орёл держит серебряный меч с золотым эфесом и золотой же скипетр в правой лапе, и золотую державу в левой. На крыльях орла щиты с гербами коронных земель. В первом рассечённом щите герб Королевства Венгрия: правое поле пересечено семикратно червленью и серебром; в левом червлёном поле серебряный патриарший крест, лапчатый на концах, поставленный на золотой короне, венчающей зелёную гору о трёх вершинах. Во втором червлёном щите герб Королевства Богемия: серебряный лев, вооружённый и коронованный золотом. В третьем лазуревом щите герб Королевства Галиции и Лодомерии: червлёный пояс, сопровождаемый идущим чёрным вороном вверху и тремя золотыми коронами внизу. В четвёртом лазуревом щите герб Королевства Иллирия: золотой корабль с золотыми же вёслами. В пятом лазуревом щите герб Эрцгерцогства Нижняя Австрия: пять золотых орликов. В шестом пересечённом червлёным поясом щите герб Великого Княжества Трансильвания: в первой лазуревой части возникающий черный орёл с золотыми глазами, клювом и червлёным языком, сопровождаемый вверху золотым солнцем справа, и серебряным полумесяцем слева; во второй золотой части семь червлёных башен с чёрными воротами. В седьмом рассечённом щите герб Герцогства Зальцбург: в первой золотой части чёрный лев с червлёным вооружением; во второй червлёной части серебряный пояс. В восьмом рассечённом щите соединённые гербы Силезии и Моравии: в первой лазуревой части герб Маркграфства Моравия: разбитый шахматно на золото и червлень коронованный орёл с серебряными глазами, золотыми клювом и лапами и червлёным языком; во второй золотой части герб Герцогства Верхняя и Нижняя Силезия: в золотом поле чёрный коронованный орёл, с серебряными глазами, золотыми клювом и лапами и червлёным языком, и с серебряною крыловою дугою, увенчанною трилистниками на концах и крестом посередине. В девятом зелёном щите герб Герцогства Штирия: серебряная огнедышащая пантера с червлёными рогами и когтями. В десятом рассечённом щите соединённые гербы Герцогств Каринтия и Крайна: в первой рассечённой части герб Герцогства Каринтия: в первой золотой части три чёрных леопарда с червлёными языками; во второй червлёной части серебряный пояс; во второй серебряной части герб Герцогства Крайна: лазуревый коронованный орёл, обременённый на груди полумесяцем, шахматно разбитым в два ряда, сообразно изгибу золотом и червленью. В первомнадесят серебряном щите герб Княжеского графства Тироль: в серебряном поле червлёный коронованный орёл, с серебряными глазами, золотыми клювом и лапами и червлёным языком, обременённый на крыльях изогнутою золотою дугою, увенчанною на концах трилистниками. Все сии щиты увенчаны принадлежащими им коронами.

#### Малый Императорско-королевский герб (1915—1916)
Щит дважды рассечённый; в первой золотой части герб графства Габсбург: червлёный вооружённый и коронованный лазурью лев; во второй червлёной части герб Эрцгерцогства Австрия: серебряный пояс; в третьей золотой части герб герцогства Лотарингия: червлёная перевязь, обременённая тремя летящими серебряными алерионами, положенными сообразно перевязи; щит увенчан золотою королевскою короною; вокруг щита цепь Сиятельнаго ордена Золотого руна с его знаком; по сторонам два бо́льших щита; в правом золотом щите герб земель Австрийской короны: чёрный двоеглавый орёл с золотыми лапами и клювами и червлёными языками, коронованный королевскими коронами; императорский орёл держит серебряный меч с золотым эфесом и золотой же скипетр в правой лапе, и золотую державу в левой; на груди орла герб эрцгерцогства Австрия: в червлёном поле серебряный пояс; главный щит, с гербом Австрийской короны, увенчан Императорскою короною; в левом рассечённом щите герб Королевства Венгрия: правое поле пересечено семикратно червленью и серебром; в левом червлёном поле серебряный патриарший крест, лапчатый на концах, поставленный на золотой короне, венчающей зелёную гору о трёх вершинах; главный щит увенчан Королевскою короною Святого Стефана; под щитами девиз «Indivisibiliter ac Inseparabiliter», что значит «Неразделимо и Неотделимо» начертанным чернью по серебряной с золотою каймою ленте.

#### Малый Императорско-королевский герб (1916—1918)
Щит дважды рассечённый; в первой золотой части герб графства Габсбург: червлёный вооружённый и коронованный лазурью лев; во второй червлёной части герб Эрцгерцогства Австрия: серебряный пояс; в третьей золотой части герб герцогства Лотарингия: червлёная перевязь, обременённая тремя летящими серебряными алерионами, положенными сообразно перевязи; щит увенчан золотою королевскою короною; вокруг щита цепь Сиятельнаго ордена Золотого руна с его знаком; по сторонам два бо́льших щита; в правом золотом щите герб земель Австрийской короны: чёрный двоеглавый орёл с золотыми лапами и клювами и червлёными языками, коронованный королевскими коронами; императорский орёл держит серебряный меч с золотым эфесом и золотой же скипетр в правой лапе, и золотую державу в левой; на груди орла герб эрцгерцогства Австрия: в червлёном поле серебряный пояс; главный щит, с гербом Австрийской короны, увенчан Императорскою короною; в левом с оконечностью щите герб земель венгерской короны Святого Стефана: в рассечённом поле герб Королевства Венгрия: правое поле пересечено семикратно червленью и серебром; в левом червлёном поле серебряный патриарший крест, лапчатый на концах, поставленный на золотой короне, венчающей зелёную гору о трёх вершинах; в оконечности герб королевства Хорватия: поле четырежды пересечено и рассечено на серебро и червлень; главный щит увенчан Королевскою короною Святого Стефана; под щитами девиз «Indivisibiliter ac Inseparabiliter», что значит «Неразделимо и Неотделимо» начертанным чернью по серебряной с золотою каймою ленте.

#### Средний Императорско-королевский герб (1915—1918)
Щит дважды рассечённый; в первой золотой части герб графства Габсбург: червлёный вооружённый и коронованный лазурью лев; во второй червлёной части герб Эрцгерцогства Австрия: серебряный пояс; в третьей золотой части герб герцогства Лотарингия: червлёная перевязь, обременённая тремя летящими серебряными алерионами, положенными сообразно перевязи; щит увенчан золотою королевскою короною; вокруг щита цепи Сиятельнаго ордена Золотого руна, Военного ордена Марии-Терезии, Королевского венгерского ордена святого Стефана и Австрийского ордена Леопольда с их знаками; по сторонам два бо́льших щита; в правом золотом щите герб королевств и земель, представленных в Рейхсрате: чёрный двоеглавый орёл с золотыми лапами и клювами и червлёными языками, коронованный королевскими коронами; императорский орёл держит серебряный меч с золотым эфесом и золотой же скипетр в правой лапе, и золотую державу в левой; на груди орла герб Австрийских земель: щит дважды рассечённый и трижды пересечённый с оконечностью и малым в середине щитком; в первой лазуревой части герб Королевства Галиции и Лодомерии: червлёный пояс, сопровождаемый идущим чёрным вороном вверху и тремя золотыми коронами внизу; во второй червлёной части герб Королевства Богемия: серебряный лев, вооружённый и коронованный золотом; в третьей лазуревой части герб Королевства Далмация: три оторванные золотые коронованные головы леопарда; в четвёртой золотой части герб Герцогства Верхняя и Нижняя Силезия: чёрный коронованный орёл, с серебряными глазами, золотыми клювом и лапами и червлёным языком, и с серебряною крыловою дугою, увенчанною трилистником на концах и крестом посередине; в пятой рассечённой части герб Герцогства Зальцбург: в правом золотом поле чёрный лев с червлёным вооружением; в левом червлёном поле серебряный пояс; в шестой лазуревой части герб Маркграфства Моравия: разбитый шахматно на золото и червлень коронованный орёл с серебряными глазами, золотыми клювом и лапами и червлёным языком; в седьмой серебряной части герб Княжеского графства Тироль: червлёный коронованный орёл, с серебряными глазами, золотыми клювом и лапами и червлёным языком, обременённый на крыльях изогнутою золотою дугою, увенчанною на концах трилистником; в восьмой части герб Герцогства Буковина: в рассечённом на лазурь и червлень поле чёрная голова быка, сопровождаемая тремя золотыми шестиконечными звёздами; в девятой золотой части герб провинции Босния и Герцеговина: выходящая из серебряного облака десница в червлёном одеянии, держащая серебряную саблю с золотою рукоятью; оконечность четверочастная с ещё одною оконечностью; в первой серебряной части герб Графства Форарльберг: червлёная хоругвь; во второй лазуревой части герб Маркграфства Истрия: золотой козёл с червлёными рогами и копытами; в третьей скошенной справа части герб Княжеского Графства Горица: в верхней лазуревой части золотой коронованный леопардовый лев с червлёным языком; нижнее поле пятикратно скошено слева серебром и червленью; в четвёртой части герб Княжескаго Графства Градишка: в пересечённом золотом и лазурью поле серебряный якорный крест; в пересёчнной оконечности герб Имперского Вольного города Триест: в верхней золотой части чёрный коронованный двоеглавый орёл с золотыми лапами и клювами и червлёными языками; в нижнем червлёном с серебряным поясом поле золотой лилиевидный наконечник копья; щиток пересечённый с малым в середине щитком; верхняя часть рассечённая: в правой лазуревой части герб Эрцгерцогства Нижняя Австрия: пять золотых орликов; в левой рассечённой части герб Эрцгерцогства Верхняя Австрия: в первой чёрной части золотой орёл с червлёными когтями и языком; второе поле трижды рассечено серебром и червленью; нижняя часть рассечена дважды; в первой зелёной части герб Герцогства Штирия: серебряная огнедышущая пантера с червлёными рогами и когтями; во второй серебряной части герб Герцогства Крайна: лазуревый коронованный орёл, обременённый на груди полумесяцем, шахматно разбитым в два ряда, сообразно изгибу золотом и червленью; в третьей рассечённой части герб Герцогства Каринтия: в первой золотой части три чёрных леопарда с червлёными языками; во второй червлёной части серебряный пояс; в щитке герб Эрцгерцогства Австрия: в червлёном поле серебряный пояс; главный щит, с гербом Автрийских земель, увенчан Императорскою короною; в левом с щите герб земель венгерской короны Святого Стефана: щит четверочастный с оконечностью и малым в середине щитком; в первой лазуревой части герб Королевства Далмация: три оторванные золотые коронованные головы леопарда; во второй части герб Королевства Хорватия: поле четырежды пересечено и рассечено на серебро и червлень; в третьей лазуревой части герб Королевства Славония: червлёный волнистый пояс с серебряною каймою, обременённый бегущею куницею, сопровождаемый вверху червлёною, составною из ромбов с золотою каймою, звездою о шести лучах; в четвёртой, пересечённой червлёным поясом, части герб Великого Княжества Трансильвания: в верхнем лазуревом поле возникающий чёрный орёл с золотыми глазами, клювом и червлёным языком, сопровождаемый вверху золотым солнцем справа, и серебряным полумесяцем слева; в нижнем золотом поле семь червлёных башен с чёрными воротами; оконечность рассечённая; в правой золотой части герб провинции Босния и Герцеговина: выходящая из серебряного облака десница в червлёном одеянии, держащая серебряную саблю с золотою рукоятью; в левой червлёной части герб города Фиуме с областью: чёрный двоеглавый орёл, увенчанный короною с лазуревыми инфулами, сидящий на скале и держащий лапами золотой кувшин с вытекающею из него водою; в разсечённом щитке герб Королевства Венгрия: правое поле пересечено семикратно червленью и серебром; в левом червлёном поле серебряный патриарший крест, лапчатый на концах, поставленный на золотой короне, венчающей зелёную гору о трёх вершинах; главный щит, с гербом Венгерских земель, увенчан Королевскою короною Святого Стефана; сии два больших щита щиты поддерживают золотой грифон с чёрною головою, крыльями и гривою, с золотым клювом и червлёным языком и ангел в серебряном одеянии, стоящие на золотом карнизе с девизом: «Indivisibiliter Ac Inseparabiliter», что значит «Неразделимо и Неотделимо», начертанным чернью по серебряной с золотою каймою ленте.

### Гербы Австрии и Венгрии

#### Средний Императорский герб (1915—1918)
В золотом щите чёрный двоеглавый орёл с золотыми лапами и клювами и червлёными языками, коронованный королевскими коронами; императорский орёл держит серебряный меч с золотым эфесом и золотой же скипетр в правой лапе, и золотую державу в левой; на груди орла герб Австрийских земель: щит дважды рассечённый и трижды пересечённый с оконечностью и малым в середине щитком; в первой лазуревой части герб Королевства Галиции и Лодомерии: червлёный пояс, сопровождаемый идущим чёрным вороном вверху и тремя золотыми коронами внизу; во второй червлёной части герб Королевства Богемия: серебряный лев, вооружённый и коронованный золотом; в третьей лазуревой части герб Королевства Далмация: три оторванные золотые коронованные головы леопарда; в четвёртой золотой части герб Герцогства Верхняя и Нижняя Силезия: чёрный коронованный орёл, с серебряными глазами, золотыми клювом и лапами и червлёным языком, и с серебряною крыловою дугою, увенчанною трилистником на концах и крестом посередине; в пятой рассечённой части герб Герцогства Зальцбург: в правом золотом поле чёрный лев с червлёным вооружением; в левом червлёном поле серебряный пояс; в шестой лазуревой части герб Маркграфства Моравия: разбитый шахматно на золото и червлень коронованный орёл с серебряными глазами, золотыми клювом и лапами и червлёным языком; в седьмой серебряной части герб Княжеского графства Тироль: червлёный коронованный орёл, с серебряными глазами, золотыми клювом и лапами и червлёным языком, обременённый на крыльях изогнутою золотою дугою, увенчанною на концах трилистником; в восьмой части герб Герцогства Буковина: в рассечённом на лазурь и червлень поле чёрная голова быка, сопровождаемая тремя золотыми шестиконечными звёздами; в девятой золотой части герб провинции Босния и Герцеговина: выходящая из серебряного облака десница в червлёном одеянии, держащая серебряную саблю с золотою рукоятью; оконечность четверочастная с ещё одною оконечностью; в первой серебряной части герб Графства Форарльберг: червлёная хоругвь; во второй лазуревой части герб Маркграфства Истрия: золотой козёл с червлёными рогами и копытами; в третьей скошенной справа части герб Княжеского Графства Горица: в верхней лазуревой части золотой коронованный леопардовый лев с червлёным языком; нижнее поле пятикратно скошено слева серебром и червленью; в четвёртой части герб Княжескаго Графства Градишка: в пересечённом золотом и лазурью поле серебряный якорный крест; в пересечённой оконечности герб Имперского Вольного города Триест: в верхней золотой части чёрный коронованный двоеглавый орёл с золотыми лапами и клювами и червлёными языками; в нижнем червлёном с серебряным поясом поле золотой лилиевидный наконечник копья; щиток пересечённый с малым в середине щитком; верхняя часть рассечённая: в правой лазуревой части герб Эрцгерцогства Нижняя Австрия: пять золотых орликов; в левой рассечённой части герб Эрцгерцогства Верхняя Австрия: в первой чёрной части золотой орёл с червлёными когтями и языком; второе поле трижды рассечено серебром и червленью; нижняя часть рассечена дважды; в первой зелёной части герб Герцогства Штирия: серебряная огнедышущая пантера с червлёными рогами и когтями; во второй серебряной части герб Герцогства Крайна: лазуревый коронованный орёл, обременённый на груди полумесяцем, шахматно разбитым в два ряда, сообразно изгибу золотом и червленью; в третьей рассечённой части герб Герцогства Каринтия: в первой золотой части три чёрных леопарда с червлёными языками; во второй червлёной части серебряный пояс; в щитке герб Эрцгерцогства Австрия: в червлёном поле серебряный пояс; главный щит, с гербом Австрийских земель, увенчан Императорскою короною; по сторонам золотые грифоны с чёрными головами, крыльями и гривами, с золотым клювами и червлёными языками, стоящие на золотом карнизе.

#### Малый Императорский герб (1915—1918)
В червлёном щите серебряный пояс; щит на груди чёрного двоеглавого орла с золотыми лапами и клювами и червлёными языками, коронованного двумя королевскими коронами, над которыми третья, императорская корона, с двумя развевающимися концами ленты[уточнить]. Императорский орёл держит серебряный меч с золотым эфесом и золотой же скипетр в правой лапе, и золотую державу в левой.

#### Средний королевский герб (1915—1918)
Щит четверочастный с оконечностью и малым в середине щитком; в первой лазуревой части герб Королевства Далмация: три оторванные золотые коронованные головы леопарда с червлёными языками; во второй части герб Королевства Хорватия: поле четырежды пересечено и рассечено на серебро и червлень; в третьей лазуревой части герб Королевства Славония: червлёный волнистый пояс с серебряною каймою, обременённый бегущею куницею, сопровождаемый вверху червлёною, составною из ромбов с золотою каймою, звездою о шести лучах; в четвёртой, пересечённой червлёным поясом, части герб Великого Княжества Трансильвания: в верхнем лазуревом поле возникающий чёрный орёл с золотыми глазами, клювом и червлёным языком, сопровождаемый вверху золотым солнцем справа, и серебряным полумесяцем слева; в нижнем золотом поле семь червлёных башен с чёрными воротами; в разсечённом щитке герб Королевства Венгрия: правое поле пересечено семикратно червленью и серебром; в левом червлёном поле серебряный патриарший крест, лапчатый на концах, поставленный на золотой короне, венчающей зелёную гору о трёх вершинах; оконечность рассечённая; в правой золотой части герб провинции Босния и Герцеговина: выходящая из серебряного облака десница в червлёном одеянии, держащая серебряную саблю с золотою рукоятью; в левой червлёной части герб города Фиуме с областью: чёрный двоеглавый орёл, увенчанный короною с лазуревыми инфулами, сидящий на скале и держащий лапами золотой кувшин с вытекающею из него водою; главный щит, увенчан Королевскою короною Святого Стефана; по сторонам щита ангелы в серебряном одеянии.

#### Малый королевский герб (1916—1918)
Щит рассечённый с оконечностью; правое поле пересечено семикратно червленью и серебром; в левом червлёном поле серебряный патриарший крест, лапчатый на концах, поставленный на золотой короне, венчающей зелёную гору о трёх вершинах; в оконечности герб королевства Хорватия: поле четырежды пересечено и рассечено на серебро и червлень; главный щит увенчан Королевскою короною Святого Стефана.

### Региональные гербы
| Герб | Года      | Описание                               |
| ---- | --------- | -------------------------------------- |
|      | 1867-1918 | Герб Королевства Богемия               |
|      | 1867-1918 | Герб Королевства Хорватия и Славония   |
|      | 1867-1918 | Герб Королевства Далмация              |
|      | 1804-1918 | Герб Королевства Галиции и Лодомерии   |
|      | 1867-1918 | Герб Герцогства Штирия                 |
|      | 1867-1918 | Герб Истрийской марки                  |
|      | 1878-1918 | Герб Кондоминиума Босния и Герцеговина |